# Животный клей
Животный клей (глютиновый клей) — белковый клей, изготовленный из шкур, костей, сухожилий и связок животных, хорды осетровых рыб.

## Применение
Костный клей применяют для склеивания древесины, ДСП, ДВП в мебельной, деревообрабатывающей, бумажной, полиграфической, спичечной и других отраслях промышленности, а также в быту в качестве столярного клея.
В настоящее время употребление костного клея существенно снизилось благодаря появлению синтетических полимерных смол и клеёв.
Мездровый клей применяют для прочного склеивания древесины, когда требуется натуральность клея, например, в иконописи.
Известный итальянский мастер струнных музыкальных инструментов Антонио Страдивари (1644—1737), использовал мездровый клей на стадии закрытия корпуса инструментов, то есть при склеивании вначале нижней деки с обечайками (с боковой узкой частью инструмента), а затем — верхней деки.

### Приготовление
Для приготовления 50% клеевого раствора к одной весовой части клея добавляют одну часть воды и выдерживают при комнатной температуре не менее 2-3 ч (плиточный клей предварительно измельчают до размера частиц
не более 10 мм).Затем варят на водяной бане при температуре не более 70°C и долго не перегревая. Внешним признаком готовности клея служит полное растворение в воде (у мездрового может оставаться некоторое кол-во нерастворимых чешуек). От увеличения температуры и долгого уваривания ухудшается качество клея. В процессе варки клей непрерывно перемешивают. Применяют теплый раствор клея, не ниже 30°С. 
Клеевой раствор температурой (70±5)°С наносят на склеиваемые поверхности
движением кисти в одну сторону. Когда нанесенный на древесину клей начнет тянуться в нитки (1-2 мин),склеиваемые поверхности совмещают и через 2-5 мин помещают под груз на 16-24 ч. Затем выдерживают в помещении без груза в течение 2-3 сут. (ГОСТ 2067-93. Клей костный.Технические условия).
В сваренный клей, при необходимости вводят антисептик, предварительно растворенный в горячей воде, например: фенол, пентахлорфенолят натрия или другие, в количестве от 0,5 до 1 % к весу сухого клея. Готовый клей низкой концентрации желательно использовать сразу, при необходимости сохраняют не более 5 дней. 
```
50%-ный раствор клея при комнатной температуре становится очень вязким и в герметично закрытой емкости не портится, хранится длительное время. Перед применением достаточно разогреть на водяной бане.
```

## Костный клей
Для получения клея кости животных очищают, дробят, обезжиривают, обрабатывают слабым раствором сернистой кислоты для удаления минеральных солей и затем варят в специальных аппаратах, в которых кости подвергаются многократному воздействию пара и воды. В результате такой обработки имеющийся в костях коллаген переходит в глютин, который является клеящим веществом.
Бычья кость содержит ок. 34 % глютина. В теплой воде глютин растворяется, образуя вязкий коллоидный раствор, застывающий на холоде в студень. При продолжительном разваривании глютин теряет способность набухать и застывать (превращается в глюто-пептон).
Костный клей выпускают в виде сухих плиток от тёмно-жёлтого и до тёмно-коричневого цвета, имеющих влажность 17 %. Также выпускается твёрдый дробленый клей.

## Мездровый клей
Мездровый клей вырабатывается из мездры (изнанки невыделанной кожи), а также обрезков кожи. Помимо желатина, в мездровом клее содержатся олигопептиды, образуемые при гидролизе кератина. За счёт высокого содержания цистеина эти олигопептиды при схватывании и высыхании клея образуют дисульфидные мостики, благодаря чему достигается особая прочность клеевого соединения.
Сырьё обрабатывается в известковом молоке, а затем — раствором соляной или серной кислоты. Для получения из мездры высококачественного клея, её варят при температуре 80—90°C. Сухой мездровый клей вырабатывается в виде плиток, дроблёным и в чешуйках. Цвет клея — от светло-жёлтого до тёмно-коричневого. В тонких слоях плитки клея должны просвечивать. По качеству клей выпускается пяти сортов: экстра, высший, 1-й, 2-й и 3-й. Клеящая способность клеёв: экстра — 100 кг/см², высшего — 100 кг/см², первого — 100 кг/см², второго — 75 кг/см² и третьего — 60 кг/см².